# Viber
Viber es una aplicación de comunicación para GNU/Linux, Windows, Mac OS X, iOS, Android, Windows Phone, Blackberry, Nokia, Bada y Firefox que permite a los usuarios realizar llamadas gratuitas de teléfono y enviar mensajes de texto gratis a cualquier persona que tenga la aplicación instalada. Viber funciona en redes 3G y WiFi.
Algunos medios han alertado sobre los riesgos en el uso de Viber debido al poco respeto del derecho a la privacidad de sus usuarios, ya que, por ejemplo, Viber almacena la información sobre los contactos del usuario. Es posible no obstante solicitar a Viber la eliminación de dicha información, aunque la eliminación real de los datos personales evidentemente queda a voluntad de la empresa y sin forma de que el usuario la verifique. La plataforma de Viber actualmente cuenta con una base de datos de 200 millones de usuarios activos, según declaraciones de su fundador Talmon Marco.

## Historia
Viber inicialmente fue lanzado el 2 de diciembre de 2010 exclusivamente para la plataforma iOS del iPhone como la competencia directa de Skype, posteriormente en 2011 se realizó un prelanzamiento para la plataforma Android pero con un número de usuarios restringido a 50.000, la versión sin restricciones se lanzó el 19 de julio de 2012. La versión de Viber para Blackberry, iOS y Windows Phone fue lanzada el 8 de mayo de 2012.
Cuando se alcanzaron los 90 millones de usuarios, el 24 de julio de 2012, se agregó el servicio de mensajes a grupos y voz en alta definición para Android e iPhone. Las versiones para las plataformas Series 40 de Nokia, Symbian y Bada de Samsung fueron anunciadas el mismo día.
Inicialmente, la posibilidad de hacer llamadas de voz estaban disponible solo para iPhone y Android, con la promesa que estaría disponible próximamente para las demás plataformas. La limitación estaba fundada en que la base de Blackberry OS y Series 40 no soportaban la funcionalidad de VoIP.
Como se prometió, el 22 de septiembre de 2012, la funcionalidad de llamadas con alta definición y mensajes a grupos estuvo disponible para Windows Phone y Nokia solamente, como parte de una sociedad exclusiva con Nokia.
Viber con voz fue oficialmente presentado para todos los dispositivos con Windows Phone el 2 de abril de 2013.
En agosto de 2013, se presentó al público Viber para Linux en su versión Beta, aunque solo ejecutables de 64bits estaban disponibles para descarga.
El 13 de febrero de 2014, Rakuten anunció que había adquirido Viber por $900 millones de dólares.

## Características y funcionamiento
Entre las funciones principales de Viber se encuentran el servicio de llamadas y mensajería de texto gratuitas entre usuarios Viber. También cuenta con un servicio de videollamada pero actualmente el servicio se encuentra en una fase Beta y cuenta con otras características como el intercambio de archivos tales como imágenes y archivos de audio. A la hora de agregar contactos, la plataforma Viber lo realiza de manera automática, por lo que si se tiene un contacto almacenado en el teléfono que utiliza Viber, se agregará.

## Idiomas y localización
Actualmente Viber cuenta con versiones en 30 idiomas entre los cuales se encuentra: inglés, español, árabe, danés, chino tradicional, chino simplificado, francés, alemán, italiano, ruso, hebreo y portugués.
Viber Media es una empresa con sede en Chipre con centros de desarrollo en Bielorrusia e Israel. La empresa fue fundada por el empresario Israelí Talmon Marco.

## Aplicaciones similares
- BlackBerry Messenger
- Hangouts, antes Google Talk
- KakaoTalk
- LINE
- Nimbuzz
- Skype
- Tango
- Trillian
- Telegram
- Signal
- WeChat
- WhatsApp